# اليوم العالمي للسل
اليوم العالمي للسل (بالإنجليزية: World Tuberculosis Day)‏ هو يوم عالمي يعقد في يوم 24 مارس من كل عام، ويهدف إلى بناء الوعي العام حول الوباء العالمي لمرض السل (بالإنجليزية: Tuberculosis)‏ والجهود المبذولة للقضاء على هذا المرض. في عام 2012، انخفض عدد الأشخاص الذين ماتو بسبب هذا المرض من 8.6 مليون شخص إلى 1.3 مليون شخص، ومعظمهم من دول العالم الثالث.
اليوم العالمي للسل هو واحد من ثماني حملات صحية عامة عالمية رسمية موجودة في منظمة الصحة العالمية (بالإنجليزية: World Health Organization)‏، وهذه الحملات هي اليوم العالمي للصحة، واليوم العالمي للمتبرعين بالدم، واليوم العالمي للملاريا، واليوم العالمي دون تدخين، واليوم العالمي لالتهاب الكبد الوبائي ويوم الإيدز العالمي.